# Habitatge al carrer Peresall, 18 (Tremp)
L'Habitatge al carrer Peresall, 18 és un edifici de Tremp (Pallars Jussà) protegit com a Bé Cultural d'Interès Local.

## Descripció
L'habitatge està situat al centre del nucli urbà de Tremp, limitant amb l'antiga construcció de murades, actual Passeig del Vall.
És un edifici molt estret, amb planta baixa i trex pisos, entre mitgeres i a una sola crugia. Les façanes, principal i posterior, són austeres i podrien assimilar-se a construccions de moments diferents, datables a finals del segle xix i XX. Pel que fa a la façana principal, destaca la simetria amb un arc rebaixat a cada planta amb volada de pedra motllurada i baranes de ferro amb decoració geomètrica en relleu, que mostren una volumetria decreixent.
Per altra banda, de la façana posterior, destacar el volum de la terrassa, la gran obertura amb mainell del segon pis i la galeria de triple arcada amb impostes marcades, al pis superior.

## Història
No es té constància de cap referència històrica de l'habitatge, excepte que s'atribueix la construcció de la terrassa posterior a la normativa municipal que sorgí a finals del segle xix, dictaminant terraplenar el fossat i aixecar edificis tan sols de planta baixa.